# Echinaria
Echinaria is een geslacht uit de grassenfamilie (Poaceae). De soorten van dit geslacht komen voor in delen van Europa, Afrika en Azië.

## Soorten
Van het geslacht zijn de volgende soorten bekend: 
- Echinaria capitata
- Echinaria pumila
- Echinaria spicata
- Echinaria todaroana